# アルファルファ郡 (オクラホマ州)
座標: 北緯36度44分 西経98度19分 / 北緯36.73度 西経98.32度
アルファルファ郡（英: Alfalfa County）は、アメリカ合衆国のオクラホマ州にある郡。2000年時点での人口は6,105人で、郡庁所在地はチェロキー (Cherokee)。1907年にウッズ郡から分かれて誕生した。郡の名はオクラホマ州憲法制定会議議長やオクラホマ州知事を務めたウィリアム・ヘンリー・デイヴィス・“アルファルファ・ビル”・マレーにちなんだものである。

## 歴史
この地では先住民族が何千年にもわたって狩猟採集の生活を営んできた。1750年ごろには、首長のマンカ・チョンカ（ブラック・ドッグ）率いるオセージ族が勢力をふるった。彼らは1800年より前にはカンザス州南東部のバックスター・スプリングスから夏の狩猟場となるオクラホマに至るブラック・ドッグ・トレイルを敷設した。トレイルはバックスター・スプリングスの東、現在のアルファルファ郡にあるグレート・ソルト平原にまで延びていた。オセージ族は狩りへ向かう途中、そこにある傷を癒す力があると信じられていた泉へ立ち寄った。彼らは森林や岩場を開拓し、浅瀬に橋を架けてトレイルを敷いた。そのトレイルはカンザス州・オクラホマ州で初めての道を改良した例になり、8人の騎兵が横一列に並んで進める道になった。

## 地理
アメリカ合衆国国勢調査局によると、この郡は総面積2,283 km2 (881 mi2) である。このうち2,245 km2 (867 mi2)が陸地で、総面積のうち1.68%にあたる38 km2 (15 mi2) は湖沼などの水面である。

### 幹線道路
- 国道64号線
- 州道8号線
- 州道11号線
- 州道38号線
- 州道45号線
- 州道58号線

### 隣接する郡
- ハーパー郡 (カンザス州) (en:Harper County, Kansas)（北東）
- グラント郡（東）
- ガーフィールド郡（南東）
- メジャー郡（南）
- ウッズ郡（西）
- バーバー郡 (カンザス州) (en:Barber County, Kansas)（北西）

### 国立保護区
- ソルト・プレーンズ国立野生生物保護区

## 人口動静

2000年の時点での郡の人口ピラミッド

2000年の国勢調査によると、アルファルファ郡には6,105人、2,199世帯、及び1,482家族が暮らしている。人口密度は3/km2 (7/mi2) で、1/km2 (3/mi2) の平均的な密度に2,832軒の住居が建っている。この郡の人種の構成は白人89.42%、黒人（アフリカ系アメリカ人）4.19%、先住民2.74%、アジア系0.11%、太平洋諸島系0.05%、その他の人種1.38%、及び混血2.11%で、2.90%の人々がヒスパニックまたはラテン系である。郡民の96.7%が英語、2.1%がスペイン語をそれぞれの母語としている。
アルファルファ郡に住む2,199世帯のうち、26.90%は18歳未満の子どもと暮らしており、59.30%は夫婦で生活している。5.70%は未婚の女性が世帯主であり、32.60%は家族以外の住人と同居している。31.00%は独居で、全世帯の17.60%は65歳以上の独居老人世帯である。1世帯あたりの平均人数は2.29人であり、家庭の場合は2.86人である。
郡の住民は19.40%が18歳未満の子どもで、18歳以上24歳以下が6.40%、25歳以上44歳以下が28.70%、45歳以上64歳以下が25.20%、および65歳以上が20.40%となっている。平均年齢は42歳である。女性100人ごとに対して男性は131.00人いて、18歳以上の女性100人ごとに対して男性は142.00人いる。
郡の世帯ごとの平均収入は30,259米ドルで、家族ごとでは35,000米ドルである。男性の24,067米ドルに対して女性は17,944米ドルの平均的な収入がある。この郡の一人当たりの収入 (per capita income) は14,704米ドルである。総人口の13.70%、家族の11.80%は貧困線以下である。18歳未満の子どもの18.30%及び65歳以上の9.60%は貧困線以下の生活を送っている。

## 都市および町
- アリーン (en:Aline, Oklahoma)
- アモリータ (en:Amorita, Oklahoma)
- バーリントン (en:Burlington, Oklahoma)
- バイロン (en:Byron, Oklahoma)
- カーメン (en:Carmen, Oklahoma)
- チェロキー (en:Cherokee, Oklahoma)
- ゴルトリー (en:Goltry, Oklahoma)
- ヘレナ (en:Helena, Oklahoma)
- インガーソール (en:Ingersoll, Oklahoma)
- ジェット (en:Jet, Oklahoma)
- ランバート (en:Lambert, Oklahoma)

## NRHPの史跡
アルファルファ郡では下記の地点がアメリカ合衆国国家歴史登録財 (NRHP) に登録されている。
- アリーンIOOF第263ロッジ（アリーン）
- カルメンIOOFホーム（カルメン）
- カルメンIOOF第84ロッジ（カルメン）
- アルファルファ郡庁舎（チェロキー）
- チェロキー陸軍施設（チェロキー）
- チェロキー同盟教会（チェロキー）
- チェロキーIOOF第219ロッジ（チェロキー）
- 農家連合倉庫（チェロキー）
- ホテル・チェロキー（チェロキー）
- ソッド・ハウス（クレオ・スプリングス）
- 農家取引倉庫（ゴルトリー）
- インガーソール・タイル倉庫（インガーソール）